# 51-ша паралель південної широти
51-ша паралель південної широти — лінія широти, що лежить на 51 градус південніше земної екваторіальної площини. Вона проходить через Атлантичний океан, Індійський океан, Тихий океан та Південну Америку.
На цій широті під час літнього сонцестояння сонце видно 16 годин 33 хвилини, а під час зимового сонцестояння — 7 годин 55 хвилин.

## Список географічних об'єктів, що перетинає 51° пд. ш.
Починаючи з Гринвіцького меридіану та рухаючись на схід, 51-ша паралель південної широти проходить через:
| Координати                                                  | Країна, територія або море | Примітки                                                                              |
| ----------------------------------------------------------- | -------------------------- | ------------------------------------------------------------------------------------- |
| 51°0′ пд. ш. 0°0′ сх. д. / 51.000° пд. ш. 0.000° сх. д.     | Атлантичний океан          |                                                                                       |
| 51°0′ пд. ш. 20°0′ сх. д. / 51.000° пд. ш. 20.000° сх. д.   | Індійський океан           |                                                                                       |
| 51°0′ пд. ш. 147°0′ сх. д. / 51.000° пд. ш. 147.000° сх. д. | Тихий океан                | Проходить південніше острова Адамс[en], Оклендські острови, Нова Зеландія             |
| 51°0′ пд. ш. 75°5′ зх. д. / 51.000° пд. ш. 75.083° зх. д.   | Чилі                       | Магальянес — проходить через Патагонський архіпелаг[en] та материк                    |
| 51°0′ пд. ш. 72°15′ зх. д. / 51.000° пд. ш. 72.250° зх. д.  | Аргентина                  | Санта-Крус                                                                            |
| 51°0′ пд. ш. 69°9′ зх. д. / 51.000° пд. ш. 69.150° зх. д.   | Атлантичний океан          | Проходить північніше островів Джейсон[en], Фолклендські Острови (претендує Аргентина) |